# Hotel Termas (Rosario de la Frontera)
El Hotel Termas Spa & Golf es un hotel de aguas termales ubicado en Rosario de la Frontera, en el norte de Argentina. Fue el primer balneario termal de Argentina y el primer casino de Sudamérica. 
Fue fundado por el médico español radicado en Argentina Antonio Palau en 1880. Fue diseñado, proyectado y ejecutado por los arquitectos españoles radicados en Tucumán, Manuel y José Graña -padre e hijo- autores de numerosas obras patrimoniales. Debido a que la estructura es muy antigua y a que estuvo sin funcionar más de una década, el hotel solo puede albergar la mitad de huéspedes de su capacidad total y se están llevando a cabo tareas de restauración. Durante sus primeros años, fue un hotel muy lujoso, el restaurante contaba con cubiertos de plata y porcelana inglesa y había obras de arte que habían sido traídas desde Europa, pero durante el período que estuvo sin funcionar todo eso se perdió por diferentes motivos.
El hotel hospedó es más de una oportunidad a varios personajes de la historia argentina, como a los presidentes Domingo Faustino Sarmiento, Bartolomé Mitre, Hipólito Yrigoyen, José Félix Uriburu y Nicolás Avellaneda, a los escritores Victoria Ocampo, Arturo Capdevila y Belisario Roldán y a la escultora Lola Mora, entre otros.

## Infraestructura
El hotel cuenta con un spa, un campo de golf de nueve hoyos, dos canchas de tenis, una capilla, dos piletas, un comedor y un desayunador. Todas las habitaciones funcionan con agua termal y la mayoría de ellas cuentan con baños individuales.  

## Galería

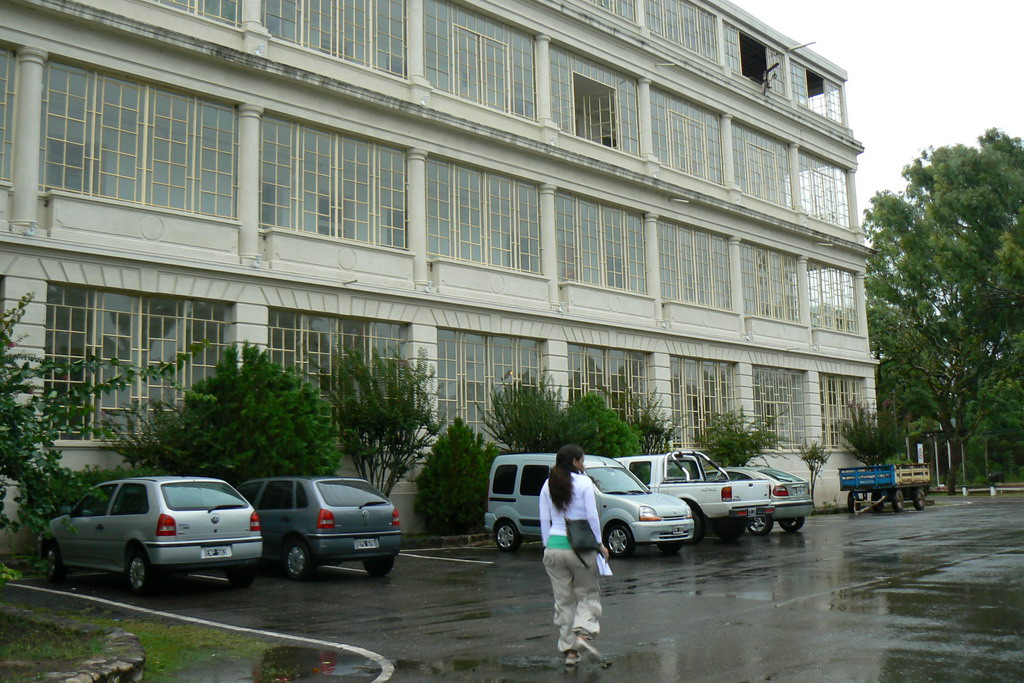
La parte derecha del edificio.
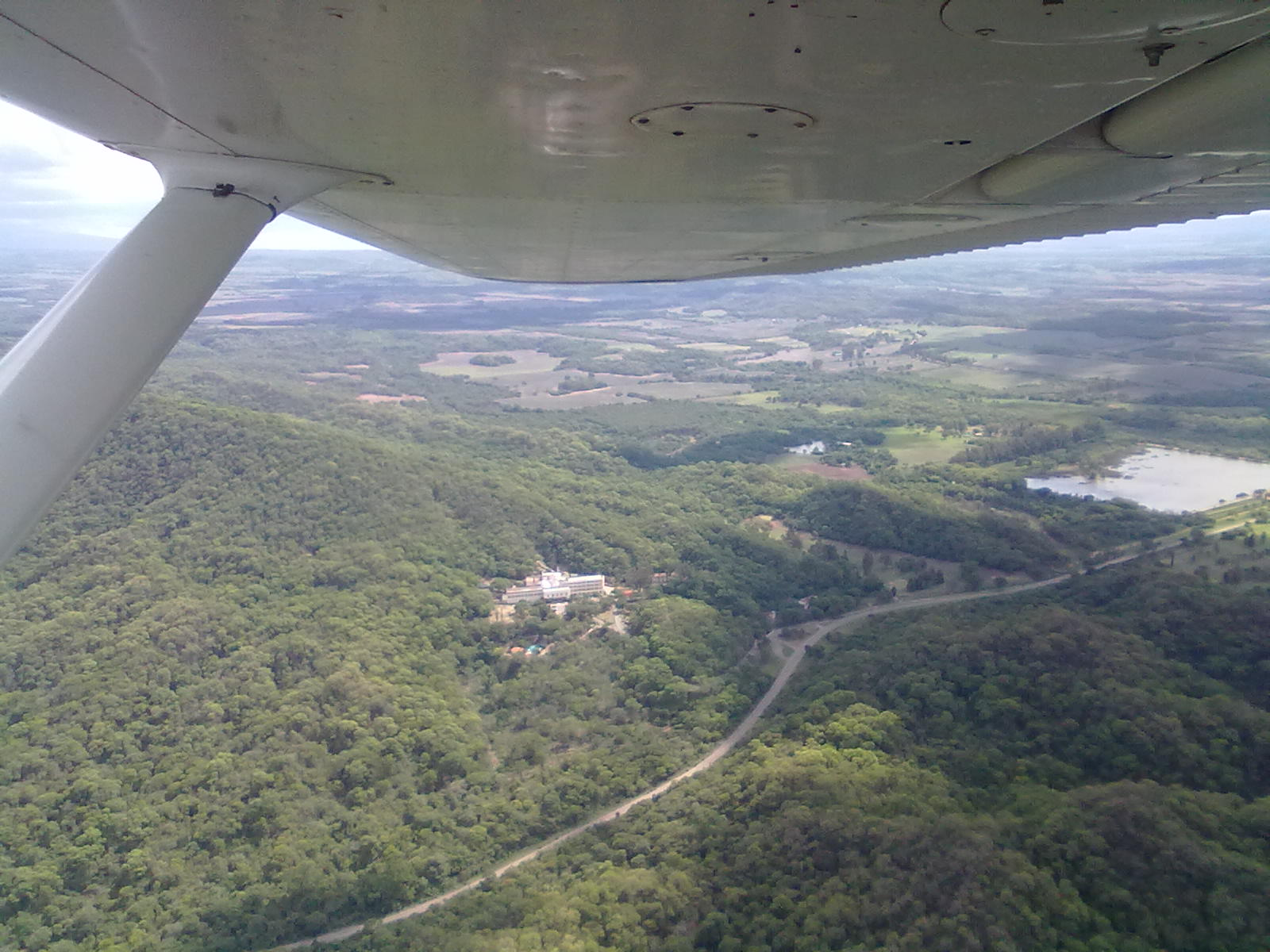
Vista aérea del hotel.
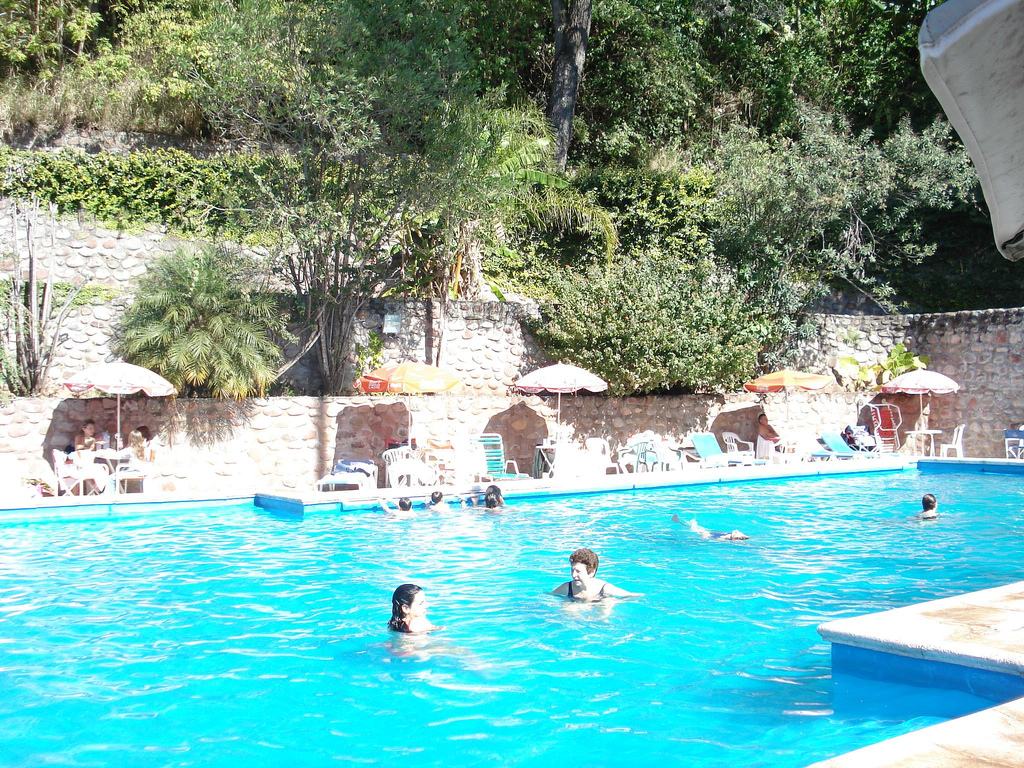
Una de las dos piletas.
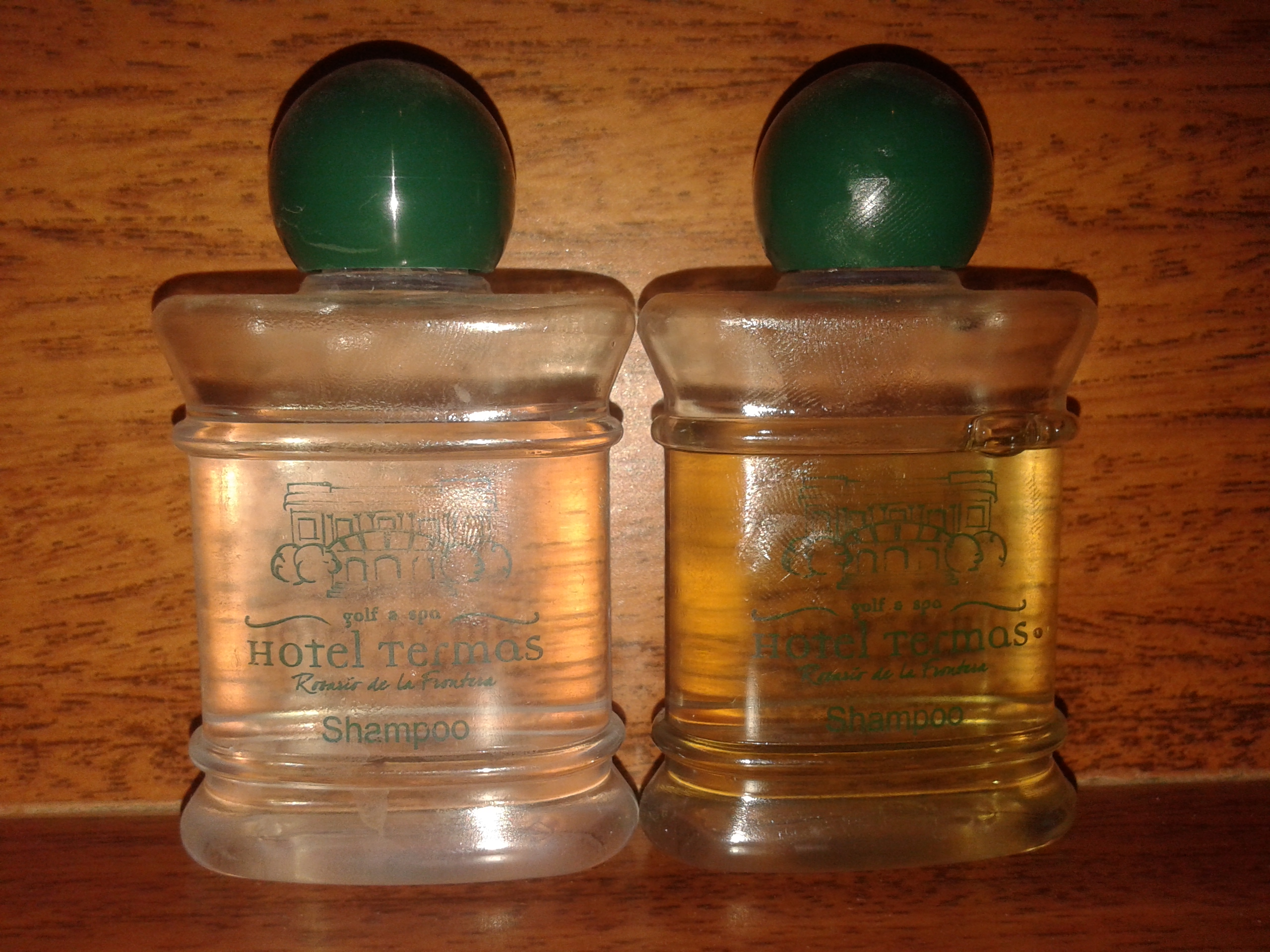
Shampoos con el logo del hotel.